# Parque estatal de Jaraguá

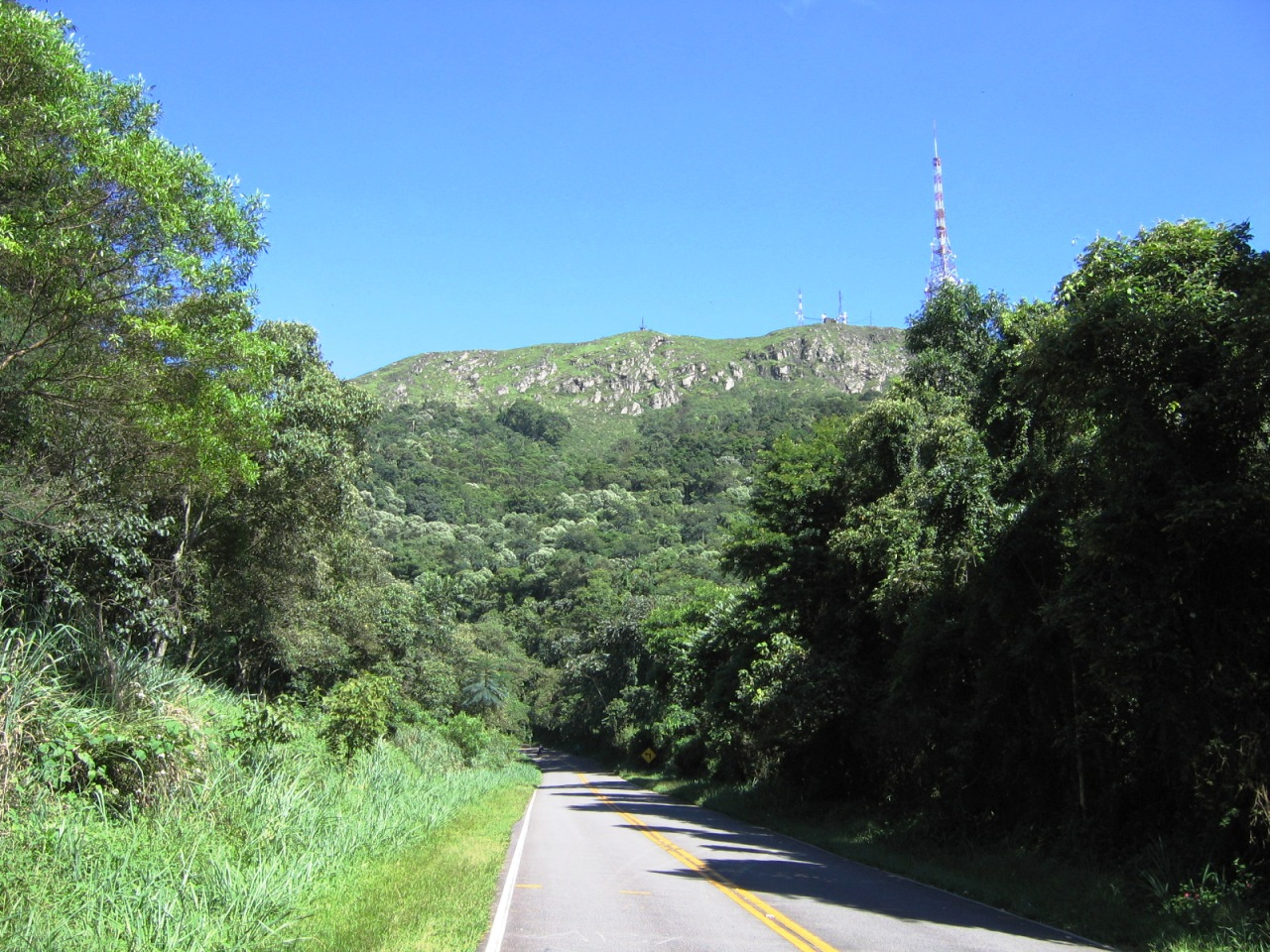
Vista de una parte del parque.

El Parque Estadual do Jaraguá es un gran bosque natural fundado en 1961 en la zona oeste de la ciudad brasileña de São Paulo, además es donde se encuentra la montaña más alta de la ciudad, el Pico do Jaraguá con 1135 metros de altura donde en los días de poca niebla es posible tener una visión panorámica de 360° de buena parte de la capital del Estado de São Paulo y su zona metropolitana, la montaña es uno de los más destacados puntos de interés turístico de la ciudad, el parque hace parte del llamado "Cinturão verde de São Paulo" (una gran área de floresta atlántica alrededor de la región metropolitana de São Paulo) declarado reserva de la biosfera por la UNESCO en 1994, en el parque hay también una aldea indígena, lagos, un anfiteatro al aire libre, animales salvajes tales como monos entre otros.